# La legge dell'amore
La legge dell'amore (Drums of Love) è un film muto del 1928 diretto da David W. Griffith, interpretato da Mary Philbin, Lionel Barrymore e Don Alvarado. Una trasposizione moderna della Francesca da Rimini che trasporta la vicenda dal XIV al XIX secolo.
Il film uscì nelle sale nell'ottobre del 1928.

## Produzione
Il film fu prodotto dalla D.W. Griffith Production per la Art Cinema Corporation.

## Distribuzione
Distribuito dalla United Artists, il film - presentato da D.W. Griffith - uscì nelle sale cinematografiche USA il 31 marzo 1928. Il 24 gennaio era stato presentato in prima a New York. L'originale finale tragico venne rigirato e sostituito con un happy ending. Ambedue le versioni esistono ancora. Copia della pellicola, un positivo a 35 mm, si trova negli archivi della Mary Pickford Foundation.

### Data di uscita
- USA	24 gennaio 1928	 (New York City, New York)
- USA	31 marzo 1928
- Finlandia	3 dicembre 1928
- Austria	1929
- Portogallo	30 giugno 1930

Alias
- Fanfaren der Liebe	Germania
- Fanfaren der Liebe - Das Fleisch und der Teufel	Austria
- Perdoar	 Portogallo
- Sentimental Tommy	USA (titolo alternativo)
- The Dance of Life	USA (titolo di lavorazione)
- The Scarlet Apple	USA (titolo di lavorazione)